# ヘンドリック・マイヤー
ヘンドリック・マイヤー（Hendrik Meyer、1984年2月3日 -）は 、ナミビアのラグビーユニオン選手。ナミビア代表。

## プロフィール
- ポジションはセンター(CTB)。
- 身長 193cm、体重 109kg。

## 来歴
南アフリカ共和国におけるラグビーユニオンリーグ、カリーカップのフリーステイト・チーターズから、2010年東京ガスラグビー部に加入した。